# Ezer Weizman
Ezer Weizman, född 15 juni 1924 i Tel Aviv i Brittiska Palestinamandatet, död 24 april 2005 i Qesarya, var Israels sjunde president (1993–2000).
Han avgick som president sedan han anklagats för att under sitt tidigare ämbete som riksdagsledamot och minister tagit emot en muta om cirka 450 000 dollar av den franske miljonären Edourd Saroussi.

## Privatliv
Ezer Weizman hade en syster, Yael, som avled år 2006. Han var gift med Reuma Schwartz och hade två barn: Shaul och Michal. Shaul skadades allvarligt vid Suezkanalen under kriget mellan Egypten och Israel 1968–1970, och han dödades 1991 tillsammans med sin fru Rachel i en bilolycka. De begravdes i Or ‘Aqiva.
Han var brorson till Israels förste president Chaim Weizmann.

## Död
Ezer Weizman avled vid 80 års ålder den 24 april 2005 i Qesarya efter en pesachnatt i sitt hem. Han begravdes nära sin son och dotter i Or Aqiva.